# Юридический перевод
Юридический перевод — это перевод текстов, относящихся к области права и используемых для обмена юридической информацией между людьми, говорящими на разных языках. Поскольку право является предметной областью, связанной с социально-политическими и культурными особенностями страны, юридический перевод представляет собой непростую задачу. Для адекватной передачи юридической информации язык юридического перевода должен быть особо точным, ясным и достоверным.
Иногда юридический перевод считают особым видом технического перевода.

## Виды юридического перевода
В зависимости от типа переводимых юридических документов юридический перевод подразделяется на:
- перевод законов и нормативно-правовых актов и их проектов
- перевод договоров (контрактов)
- перевод юридических заключений и меморандумов
- перевод апостилей и нотариальных свидетельств
- перевод учредительных документов юридических лиц
- перевод доверенностей

## Требования к юридическому переводчику
Юридические документы и теоретические работы должны переводить только профессиональные переводчики, специализирующиеся в юридическом переводе. Как правило, они имеют соответствующее юридическое образование или, как минимум, значительный опыт переводов юридической тематики. Ошибки в переводе текста договора могут привести, к примеру, к причинению материального ущерба и предъявлению судебного иска.

## Трудности юридического перевода
При переводе текста из области права переводчику нельзя забывать следующее. Исходный текст организован в соответствии с соответствующей правовой системой, что находит своё отражение в содержащихся в нем юридических формулировках, а текст перевода предназначен для использования в рамках другой правовой системы с характерными именно для неё юридическими формулировками.
Помимо терминологических лакун (отсутствие терминов), или отсутствия соответствующих лексических эквивалентов, переводчику следует помнить, что текстовые конвенции в исходном языке часто зависят от культурных особенностей и могут не соответствовать конвенциям текста перевода. У языковых конструкций, характерных для исходного языка, нет прямых эквивалентов в языке перевода. В связи с этим в задачу переводчика входит нахождение конструкций в языке перевода, имеющих функции, аналогичные функциям конструкций исходного языка.

## Использование рабочих источников информации
В качестве рабочих источников информации переводчики юридических текстов часто сверяются с юридическими словарями, особенно с двуязычными. К ним следует относиться с осторожностью, поскольку в большинстве двуязычных юридических словарей даются варианты перевода без указания соответствующей отрасли права, или вообще не имеющие отношения к праву, и их использование в неверном значении может привести к ошибкам в переводе. При этом для целей юридического перевода на общие двуязычные словари, не отражающие терминологии права, вообще полагаться нельзя.

## Редактирование в юридическом переводе
Непременным этапом процесса юридического перевода документов является редактирование текста перевода другим лицом, желательно юристом.

## Некоторые рекомендуемые словари
- Автоматический словарь Мультитран
- Гамзатов М. Г. Латинско-русский словарь юридических терминов и выражений. — М.: Р.Валент, ISBN 5-288-03059-6
- Баскакова М. А. Толковый юридический словарь: право и бизнес (русско-английский, англо-русский). — М.: Финансы и статистика, 2004. — 704 стр. ISBN 5-279-02219-5
- Буяльский И. А. Русско-английский и англо-русский юридический онлайн-словарь

## Некоторые пособия по юридическому переводу
- Алимов В. В. Юридический перевод. Практический курс. Английский язык. — М.: КомКнига, 2005. — 160 с. ISBN 5-484-00158-7
- Власенко С. В. Договорное право: практика профессионального перевода в языковой паре английский-русский. — М.: Вольтерс Клувер, 2006. — 320 с. ISBN 5-466-00145-7
- Гамзатов М. Г. Техника и специфика юридического перевода: Сб. статей. — СПб., 2004. — 184 с. ISBN 5-8465-0302-0
- Томсон Г. В. Немецкий язык. Курс юридического перевода (гражданское и торговое право). — М.: МГИМО, 2004. — 172 с. ISBN 5-478-00046-9